# 메트로 골드윈 메이어의 영화 목록 (2000-2009년)
다음은 2000년부터 2009년까지 제작/배급한 메트로 골드윈 메이어의 영화 목록이다.
| 개봉일자   | 제목                                      | 비고 |
| ---------- | ----------------------------------------- | --- |
| 2000.1.14  | 수퍼노바                                  | |
| 2000.3.1   | 쓰리 스트라이크                           | |
| 2000.4.7   | 다시 사랑할까요                           | |
| 2000.8.11  | 뉴욕의 가을                               | 공동 제작 레이크쇼어 엔터테인먼트                                                                                 |
| 2001.1.13  | 패스워드                                  | |
| 2001.2.9   | 한니발                                    | 북미 배급, 공동 제작 유니버설 픽처스, Scott Free Productions and Dino De Laurentiis Company                       |
| 2001.3.23  | 하트브레이커스                            | |
| 2001.4.11  | 푸시캣 클럽                               | 인터내셔널 배급, 공동 제작 유니버설 픽처스                                                                        |
| 2001.6.1   | 마음대로 훔쳐라                           | 공동 제작 Hyde Park Entertainment and Turman/Morrisey Productions                                                 |
| 2001.7.13  | 금발이 너무해                             | |
| 2001.8.3   | 오리지널 씬                               | 공동 제작 Hyde Park Entertainment and Di Novi Pictures                                                            |
| 2001.10.12 | 밴디츠                                    | 공동 제작 Hyde Park Entertainment, Cheyenne Enterprises and Baltimore/Cold Spring Creek Pictures                  |
| 2002.2.8   | 롤러볼                                    | 북미 배급, 공동 제작 Mosaic Media Group                                                                           |
| 2002.2.15  | 하트의 전쟁                               | 공동 제작 Cheyenne Enterprises, Ladd Films and David Forster Productions                                          |
| 2002.6.14  | 윈드 토커                                 | 공동 제작 Lion Rock                                                                                               |
| 2002.7.12  | 크로커다일 헌터                           | 공동 제작 애니멀 플래닛 and Cheyenne Enterprises                                                                  |
| 2002.9.13  | 우리 동네 이발소에 무슨 일이              | 공동 제작 Cube Vision and State Street Pictures                                                                   |
| 2002.10.11 | 볼링 포 콜럼바인                          | 배급 담당, 제작 유나이티드 아티스츠                                                                               |
| 2002.10.14 | 레드 드래곤                               | 인터내셔널 배급, 공동 제작 유니버설 픽처스, Dino De Laurentiis Company and Scott Free Productions                 |
| 2002.11.22 | 007 어나더데이                            | 공동 제작 댄잭 and 이온 프로덕션                                                                                  |
| 2003.1.17  | 총각은 어려워                             | 공동 제작 David Ladd Films                                                                                        |
| 2003.3.14  | 에이전트 코디 뱅크스                      | 공동 제작 Maverick Films, Dylan Sellers Productions and Splendid Pictures                                         |
| 2003.4.16  | 방탄승                                    | 공동 제작 레이크쇼어 엔터테인먼트, Lion Rock and Mosaic Media Group                                               |
| 2003.4.25  | 더글라스 패밀리                           | 북미 배급, 공동 제작 브에나 비스타 픽처스 and Furthur Films                                                       |
| 2003.7.2   | 금발이 너무해 2                           | |
| 2003.8.15  | 업타운 걸스                               | 공동 제작 GreeneStreet Films                                                                                      |
| 2003.8.29  | 조니 링고의 전설                          | |
| 2003.10.3  | 아웃 오브 타임                            | 공동 제작 오리지널 필름 and Monarch Pictures                                                                      |
| 2003.10.10 | 굿 보이!                                  | 공동 제작 Jim Henson Pictures                                                                                     |
| 2004.2.6   | 우리 동네 이발소에 무슨 일이 2            | 공동 제작 Cube Vision and State Street Pictures                                                                   |
| 2004.3.12  | 에이전트 코디 뱅크스 2                    | 공동 제작 Maverick Films, Dylan Sellers Productions and Splendid Pictures                                         |
| 2004.4.2   | 워킹 톨                                   | 공동 제작 Hyde Park Entertainment, Mandeville Films and WWE 필름과                                                |
| 2004.5.28  | 소울 플레인                               | |
| 2004.7.2   | 드 러블리                                 | |
| 2004.7.9   | 소녀들의 비밀파티                         | 공동 제작 Landscape Entertainment and Woodstock Productions                                                       |
| 2004.9.3   | 당신이 사랑하는 동안에                    | 공동 제작 레이크쇼어 엔터테인먼트                                                                                 |
| 2005.2.4   | 더 높은 곳을 향하여                       | 북미 배급 |
| 2005.2.18  | 비거 댄 더 스카이                         | 북미 배급 |
| 2005.3.4   | 쿨!                                       | 공동 제작 Jersey Films and Double Feature Films                                                                   |
| 2005.3.30  | 뷰티 샵                                   | |
| 2005.4.15  | 아미티빌 호러                             | 북미 배급, 공동 제작 디멘션 필름스, 플래티넘 듄스 and Radar Pictures                                              |
| 2005.5.6   | 지미니 글릭 인 라 라 우드                 | 배급 담당, 제작 Gold Circle Films                                                                                 |
| 2005.8.26  | 그림 형제: 마르바덴 숲의 전설             | 공동 제작 미라맥스, 디멘션 필름스, Atlas Entertainment, 와인스틴 컴퍼니, Mosaic Media Group and 서밋 엔터테인먼트 |
| 2005.9.30  | 블루 스톰                                 | 북미 배급, 공동 제작 콜럼비아 픽처스 and Mandalay Pictures                                                        |
| 2005.11.23 | 유어스, 마인 앤 아워스                    | 인터내셔널 배급, 공동 제작 파라마운트 픽처스, 콜럼비아 픽처스, 니켈로디언 무비스 and Robert Simonds Productions   |
| 2006.1.27  | 내니 맥피: 우리 유모는 마법사             | 인터내셔널 배급, 공동 제작 유니버설 픽처스, 워킹 타이틀 필름스 and 스튜디오 카날                                  |
| 2006.2.10  | 핑크 팬더                                 | 공동 제작 콜럼비아 픽처스 and Robert Simonds Productions                                                          |
| 2006.3.31  | 원초적 본능 2                             | 공동 제작 Intermedia Films and C2 Pictures                                                                        |
| 2006.4.7   | 럭키 넘버 슬레븐                          | 북미 배급, 제작 와인스타인 컴패니                                                                                 |
| 2006.7.21  | 점원들 2                                  | 북미 배급, 제작 와인스타인 컴패니                                                                                 |
| 2006.8.18  | 머터리얼 걸스                             | 공동 제작 Arclight Films and Maverick Films                                                                       |
| 2006.9.22  | 라파예트                                  | 공동 제작 스카이댄스 프로덕션스 and Electric Entertainment                                                        |
| 2006.9.29  | 스쿨 포 스카운드럴                        | 북미 배급, 제작 디멘션 필름스                                                                                     |
| 2006.10.6  | 스톰브레이커                              | 북미 배급, 제작 와인스타인 컴패니 and Isle of Man Film                                                            |
| 2006.11.10 | 카핑 베토벤                               | 공동 제작 Sidney Kimmel Entertainment                                                                             |
| 2006.11.10 | 하쉬 타임                                 | 북미 배급 |
| 2006.11.17 | 007 카지노 로얄                           | 공동 제작 콜럼비아 픽처스 and 이온 프로덕션                                                                       |
| 2006.11.23 | 바비                                      | 북미 배급, 제작 와인스타인 컴패니                                                                                 |
| 2006.12.3  | 미스 포터                                 | 북미 배급, 제작 와인스타인 컴패니                                                                                 |
| 2006.12.20 | 록키 발보아                               | 공동 제작 콜럼비아 픽처스, Revolution Studios and and Chartoff/Winkler Productions                                |
| 2006.12.29 | 팩토리 걸                                 | 북미 배급, 제작 와인스타인 컴패니                                                                                 |
| 2007.1.12  | 아더와 미니모이: 제1탄 비밀 원정대의 출정 | 북미 배급, 제작 와인스타인 컴패니 and 유로파 코프                                                                 |
| 2007.1.26  | 블러드 앤 초콜렛                          | 공동 제작 레이크쇼어 엔터테인먼트                                                                                 |
| 2007.2.9   | 브레이킹 앤 엔터링                        | 북미 배급, 제작 와인스타인 컴패니                                                                                 |
| 2007.2.9   | 한니발 라이징                             | 북미 배급, 제작 와인스타인 컴패니 and Dino De Laurentiis Company                                                  |
| 2007.3.2   | 투 윅스                                   | |
| 2007.3.16  | 프리모니션                                | 공동 제작 트라이스타 픽처스, Hyde Park Entertainment and Offspring Entertainment                                  |
| 2007.4.27  | 더 포킵시 테잎스                          | |
| 2007.5.4   | 플라잉 스코츠맨                           | |
| 2007.5.11  | 홈 오브 더 브레이브                       | |
| 2007.5.11  | 디 엑스                                   | 북미 배급, 제작 와인스타인 컴패니                                                                                 |
| 2007.6.1   | 미스터 브룩스                             | 공동 제작 Element Films and 렐러티비티 미디어                                                                     |
| 2007.6.22  | 1408                                      | 북미 배급, 제작 디멘션 필름스, Di Bonaventura Pictures and 와인스타인 컴패니                                      |
| 2007.7.4   | 레스큐 던                                 | |
| 2007.7.27  | 후즈 유어 캐디?                           | 북미 배급, 제작 Our Stories Films and 디멘션 필름스                                                               |
| 2007.8.17  | Mr. 후 아 유                              | |
| 2007.8.24  | 내니 다이어리                             | 북미 배급, 제작 와인스타인 컴패니                                                                                 |
| 2007.8.31  | 할로윈: 살인마의 탄생                     | 북미 배급, 제작 디멘션 필름스                                                                                     |
| 2007.9.14  | 헌팅 파티                                 | 북미 배급, 제작 와인스타인 컴패니                                                                                 |
| 2007.9.28  | 피스트 오브 러브                          | |
| 2007.10.12 | 내겐 너무 사랑스러운 그녀                 | 공동 제작 Sidney Kimmel Entertainment                                                                             |
| 2007.10.26 | 뮤직 위딘                                 | |
| 2007.11.9  | 로스트 라이언즈                           | 공동 제작 유나이티드 아티스츠                                                                                     |
| 2007.11.21 | 미스트                                    | 북미 배급, 제작 디멘션 필름스                                                                                     |
| 2007.11.30 | 어웨이크                                  | 북미 배급, 제작 와인스타인 컴패니                                                                                 |
| 2007.12.25 | 그레이트 디베이터스                       | 북미 배급, 제작 와인스타인 컴패니                                                                                 |
| 2008.2.22  | 찰리 바틀렛                               | |
| 2008.3.28  | 슈퍼히어로                                | 북미 배급, 제작 디멘션 필름스                                                                                     |
| 2008.4.18  | 패솔로지                                  | 공동 제작 레이크쇼어 엔터테인먼트                                                                                 |
| 2008.4.25  | 딜-투페어                                 | 공동 제작 Tag Entertainment                                                                                       |
| 2008.8.15  | 내 남자의 아내도 좋아                     | 북미 배급, 제작 와인스타인 컴패니                                                                                 |
| 2008.8.22  | 롱샷                                      | 북미 배급, 제작 디멘션 필름스                                                                                     |
| 2008.8.29  | 칼리지                                    | |
| 2008.9.19  | 이고르와 귀여운 몬스터 이바               | 공동 제작 Exodus Film Group and Sparx Animation Studios                                                           |
| 2008.10.3  | 하우 투 루즈 프렌즈                       | 공동 제작 HanWay Films, Film 4 Productions and UK Film Council                                                    |
| 2008.10.31 | 콜링 인 러브                              | |
| 2008.11.7  | 소울 맨                                   | 북미 배급, 제작 디멘션 필름스                                                                                     |
| 2008.11.14 | 007 퀀텀 오브 솔러스                      | 공동 제작 콜럼비아 픽처스 and 이온 프로덕션과                                                                     |
| 2008.12.25 | 작전명 발키리                             | 공동 제작 유나이티드 아티스츠, Bad Hat Harry Productions and Babelsberg Studio                                    |
| 2009.2.6   | 핑크 팬더 2                               | 공동 제작 콜럼비아 픽처스 and Robert Simonds Productions                                                          |
| 2009.6.12  | 펠햄 123                                  | 공동 제작 콜럼비아 픽처스, 렐러티비티 미디어, Escape Artists and Scott Free Productions                           |
| 2009.9.25  | 페임                                      | 공동 제작 유나이티드 아티스츠 and 레이크쇼어 엔터테인먼트                                                         |